# 't Hasselt

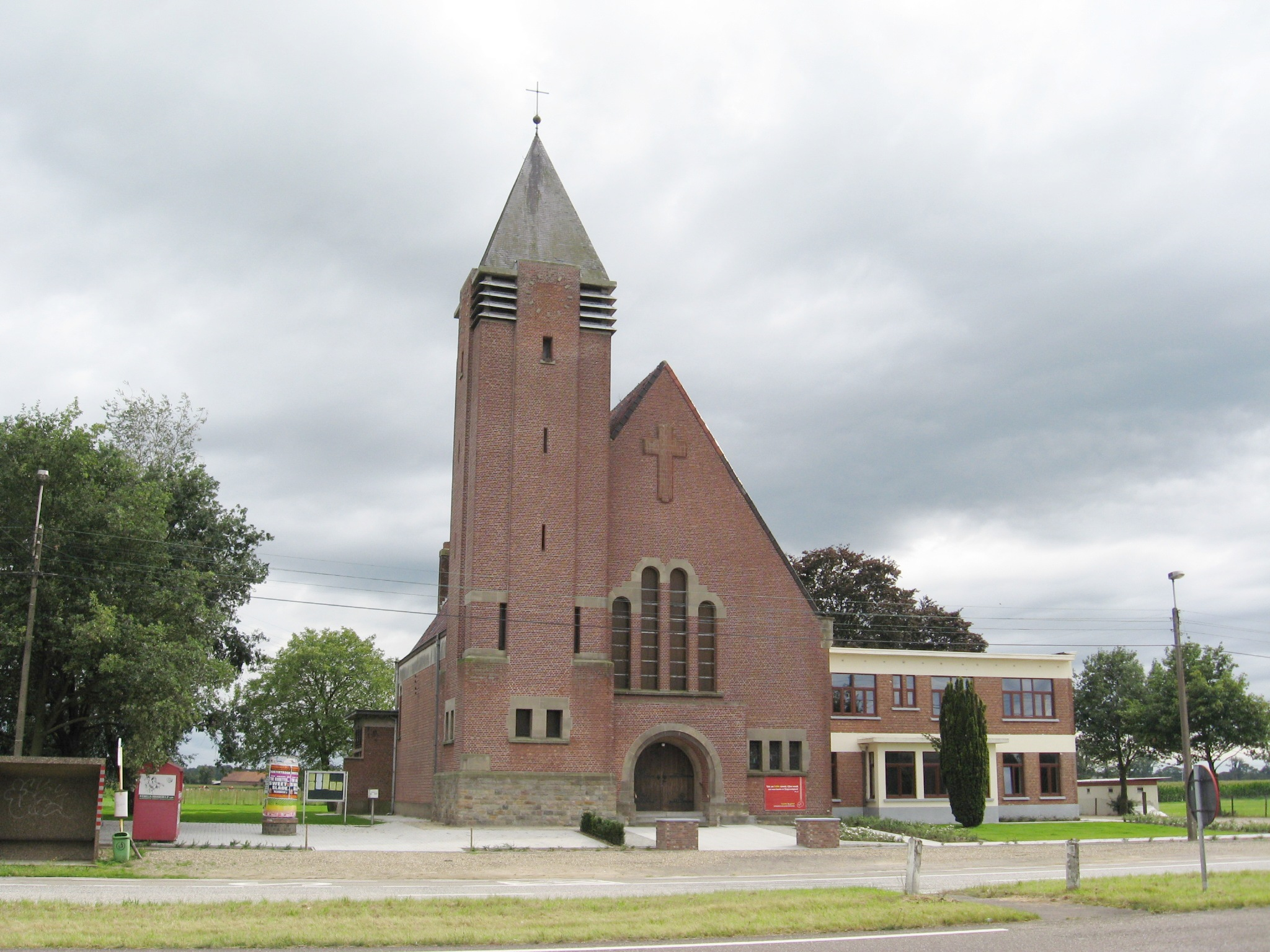
Sint-Lutgardiskerk

 't Hasselt is een gehucht en een parochie in de Belgische stad Bree. 't Hasselt telt ongeveer 320 inwoners en is gelegen langs de N73 tussen Bree en Kinrooi.
Het gehucht is al eeuwenoud. Zo is er vanaf de 17e eeuw een schuttersgilde bekend, namelijk de Compagnie Sint-Pieter van 't Hasselt.
De parochiekerk, gewijd aan Sint-Lutgardis, werd gebouwd in 1933 naar ontwerp van Karel Gessler. Het is een bakstenen zaalkerk met een hoog en spits zadeldak, en een zware, uitspringende, vierkante toren die door een tentdak is gedekt. De vensters zijn met natuursteen omlijst. De kerk is in modern-gotische stijl gebouwd.
Deelgemeenten: Beek · Bree · Gerdingen · Opitter · Tongerlo

Overige kernen: Gerkenberg · 't Hasselt · Nieuwstad · Vostert

Belgische gemeenten · Arrondissement Maaseik · Limburg · Vlaanderen